# NGC 889
NGC 889 је елиптична галаксија у сазвежђу Феникс која се налази на NGC листи објеката дубоког неба.
Деклинација објекта је - 41° 44' 57" а ректасцензија 2h 19m 6,8s. Привидна величина (магнитуда) објекта NGC 889 износи 13,4 а фотографска магнитуда 14,4. NGC 889 је још познат и под ознакама ESO 298-27, MCG -7-5-16, PGC 8843.